# Église Saint-Pierre-et-Saint-Paul de Sovići
Pour les articles homonymes, voir Église Saint-Pierre-et-Saint-Paul.
L'église Saint-Pierre-et-Saint-Paul de Sovići est située en Bosnie-Herzégovine, sur le territoire du village de Sovići et dans la municipalité de Grude.